# Lindø Industripark
Lindø Industripark er et industriområde i Munkebo, på arealerne hvor Odense Staalskibsværft var placeret, og var ejet af A.P. Møller - Mærsk indtil det 1. januar 2014 blev solgt til Odense Havn A/S. Selskabet blev etableret i 2009 og består af et indhegnet industriområde på mere end 1 mio. m² samt yderligere 2 mio. m² potentielt udvidelsesområde umiddelbart udenfor hegnet. Selskabet udlejer arealer og bygninger til virksomheder inden for blandt andet vindindustrien, skibsrenovering og skibsskrotning.
To af industriparkens kendetegn er den 115 meter høje portalkran, som kan løfte op til 1000 tons samt egen udskibningshavn. Et 2 MW batteri hjælper elnettet.
Der er 166.000 m² bygninger, fordelt på store produktionshaller, mindre værksteder, malehaller og kontorbygninger. Mange haller og værksteder har traverskraner, mens malehallerne indeholder sandblæse- og maleudstyr. Lindø Industripark udlejer også kontorlokaler.